# Islote Aguilón del Norte
El Islote Aguilón del Norte es un pequeño islote marítimo deshabitado de la Argentina, ubicado en el Departamento Florentino Ameghino de la Provincia del Chubut. Sus medidas máximas son 400 metros de largo máximo por 300 metros de ancho máximo. Se halla en el mar Argentino, a 1,2 kilómetros de la costa continental. Se encuentra frente a la costa norte de bahía San Gregorio y al sur de Cabo Dos Bahías. 
El Islote Aguilón del Norte forma parte de un pequeño archipiélago junto con el islote Aguilón del Sur, el cual se encuentra a 1 kilómetro al sur. 
Se trata de un islote rocoso que presenta restingas en sus costas. Existen colonias de gaviotín de pico amarillo (Thalasseus sandvicensis eurygnatha), gaviotín real (Thalasseus maximus), gaviotín Sudamericano (Sterna hirundinacea), así como de gaviota cocinera (Larus dominicanus) entre otras muchas.
En 2008 se creó el Parque Interjurisdiccional Marino Costero Patagonia Austral, el cual incluye al islote Aguilón del Norte.